# Statue-menhir de la Plano
La statue-menhir de la Plano est une statue-menhir appartenant au groupe rouergat découverte à Cambounès, dans le département du Tarn en France.

## Description
La statue est connue de longue date car associée à un ensemble de superstitions locales mais sa localisation demeurait imprécise jusqu'à découverte en 1980 puis à sa redécouverte en 2002 après une période où elle fut de nouveau enterrée. Elle a été trouvée sur une ligne de crête appelée « Camp de la Plano » dominant la vallée de la Durenque au sud. Elle est constituée d'une dalle massive en granite, dont le site d'extraction le plus proche est situé à environ 4 km, brisée en deux parties. Ses dimensions totales sont 2,55 m de hauteur sur 1,20 m de largeur et 0,35 m d'épaisseur.
Le poids de la statue nécessiterait l'utilisation d'un engin de levage pour la retourner. En l'état, seule la face postérieure est visible et elle ne comporte que peu de gravures : la terminaison dorsale du bras gauche et une bretelle double du baudrier. Il s'agit donc d'une statue masculine.
Compte tenu de son poids, la statue a été déplacée à proximité immédiate de son lieu de découverte.